# Leichtathletik-Weltmeisterschaften 2019/Teilnehmer (Niederlande)
| Gelbes Symbol für Goldmedaillen mit stilisierten Olympischen Ringen | Graues Symbol für Silbermedaillen mit stilisierten Olympischen Ringen | Braundes Symbol für Bronzemedaillen mit stilisierten Olympischen Ringen |
| ------------------------------------------------------------------- | --------------------------------------------------------------------- | ----------------------------------------------------------------------- |
| 2                                                                   | —                                                                     | —                                                                       |

Der Leichtathletikverband der Niederlande nimmt an den Leichtathletik-Weltmeisterschaften 2019 in Doha teil. 30 Athletinnen und Athleten wurden vom niederländischen Verband nominiert.

## Ergebnisse

### Frauen

#### Laufdisziplinen
| Athletin | Disziplin    | Vorlauf              | Vorlauf              | Halbfinale           | Halbfinale           | Finale               | Finale               |
| Athletin | Disziplin    | Zeit                 | Platz                | Zeit                 | Platz                | Zeit                 | Platz                |
| --- | ------------ | -------------------- | -------------------- | -------------------- | -------------------- | -------------------- | -------------------- |
| Marije van Hunenstijn | 100 m        | 11,48 s              | 35                   | DNQ                  | DNQ                  | –                    | –                    |
| Dafne Schippers | 100 m        | 11,17 s              | 08                   | 11,07 s              | 07                   | DNS                  | DNS                  |
| Dafne Schippers | 200 m        | DNS                  | DNS                  | –                    | –                    | –                    | –                    |
| Jamile Samuel | 200 m        | 22,90 s SB           | 17                   | 23,02 s              | 15                   | DNQ                  | DNQ                  |
| Lisanne de Witte | 400 m        | 51,31 s              | 10                   | 51,41 s              | 11                   | DNQ                  | DNQ                  |
| Sifan Hassan | 1500 m       | 4:03,88 min          | 01                   | 4:14,69 min          | 12                   | 3:51,95 min CR       | Gold                 |
| Sifan Hassan | 5000 m       | nicht auf Startliste | nicht auf Startliste | nicht auf Startliste | nicht auf Startliste | nicht auf Startliste | nicht auf Startliste |
| Sifan Hassan | 10.000 m     |                      |                      |                      |                      | 30:17,62 min WL PB   | Gold                 |
| Maureen Koster | 5000 m       | DNF                  | DNF                  |                      |                      | –                    | –                    |
| Susan Krumins | 10.000 m     |                      |                      |                      |                      | 31:05,40 min PB      | 7                    |
| Nadine Visser | 100 m Hürden | 12,75 s              | 07                   | 12,62 s NR           | 06                   | 12,66 s              | 6                    |
| Femke Bol | 400 m Hürden | 55,32 s              | 11                   | 56,37 s              | 22                   | DNQ                  | DNQ                  |
| - Jamile Samuel - Naomi Sedney - Nargélis Statia Pieter - Marije van Hunenstijn nicht auf Startliste: - Dafne Schippers - Nadine Visser | 4 × 100 m    | 43,01 s              | 9                    |                      |                      | DNQ                  | DNQ                  |
| - Bianca Baak - Femke Bol - Lisanne de Witte - Lieke Klaver nicht auf Startlisten: - Maureen Ellsworth                                  | 4 × 400 m    | 3:27,40 min SB       | 8                    |                      |                      | 3:27,89 min          | 7                    |

#### Sprung/Wurf
| Athletin            | Disziplin      | Qualifikation | Qualifikation | Finale     | Finale |
| Athletin            | Disziplin      | Weite/Höhe    | Platz         | Weite/Höhe | Platz  |
| ------------------- | -------------- | ------------- | ------------- | ---------- | ------ |
| Killiana Heymans    | Stabhochsprung | 4,20 m        | 31            | DNQ        | DNQ    |
| Jorinde van Klinken | Diskuswurf     | 58,58 m       | 18            | DNQ        | DNQ    |

#### Siebenkampf
| Athletin         | Disziplin | 100 m Hürden | Hochsprung | Kugelstoßen | 200 m   | Weitsprung | Speerwurf  | 800 m       | Punkte  | Platz |
| ---------------- | --------- | ------------ | ---------- | ----------- | ------- | ---------- | ---------- | ----------- | ------- | ----- |
| Nadine Broersen  | Ergebnis  | 13,61 s      | 1,83 m SB  | 14,75 m     | 25,28 s | 6,22 m     | 50,41 m SB | 2:18,01 min | 6392 SB | 6     |
| Nadine Broersen  | Punkte    | 1034         | 1016       | 844         | 861     | 918        | 868        | 851         | 6392 SB | 6     |
| Emma Oosterwegel | Ergebnis  | 13,65 s      | 1,77 m PB  | 13,70 m PB  | 25,10 s | 5,87 m     | 54,01 m    | 2:15,86 min | 6250 PB | 7     |
| Emma Oosterwegel | Punkte    | 1028         | 941        | 774         | 878     | 810        | 938        | 881         | 6250 PB | 7     |
| Anouk Vetter     | Ergebnis  | 13,55 s SB   | 1,74 m     | 14,10 m     | 24,43 s | 6,20 m     | 54,17 m    | DNS         | DNF     | DNF   |
| Anouk Vetter     | Punkte    | 1043         | 903        | 801         | 940     | 912        | 941        | DNS         | DNF     | DNF   |

### Männer

#### Laufdisziplinen
| Athlet | Disziplin    | Qualifikation | Qualifikation | Vorlauf    | Vorlauf | Halbfinale | Halbfinale | Finale | Finale |
| Athlet | Disziplin    | Zeit          | Platz         | Zeit       | Platz   | Zeit       | Platz      | Zeit   | Platz  |
| --- | ------------ | ------------- | ------------- | ---------- | ------- | ---------- | ---------- | ------ | ------ |
| Taymir Burnet | 100 m        | 10,23 s       | 01            | 10,21 s    | 20      | 10,18 s    | 17         | DNQ    | DNQ    |
| Taymir Burnet | 200 m        |               |               | 20,37 s    | 16      | 20,34 s PB | 12         | DNQ    | DNQ    |
| Nick Smidt | 400 m Hürden |               |               | 50,54 s    | 5       | DNQ        | DNQ        | –      | –      |
| - Taymir Burnet - Churandy Martina - Hensley Paulina - Joris van Gool nicht auf Startlisten: - Christopher Garia | 4 × 100 m    |               |               | 37,91 s NR | 7       |            |            | DSQ    | DSQ    |

#### Sprung/Wurf
| Athlet            | Disziplin      | Qualifikation        | Qualifikation        | Finale               | Finale               |
| Athlet            | Disziplin      | Weite/Höhe           | Platz                | Weite/Höhe           | Platz                |
| ----------------- | -------------- | -------------------- | -------------------- | -------------------- | -------------------- |
| Douwe Amels       | Hochsprung     | 2,22 m               | 19                   | DNQ                  | DNQ                  |
| Rutger Koppelaar  | Stabhochsprung | 5,45 m               | 23                   | DNQ                  | DNQ                  |
| Menno Vloon       | Stabhochsprung | DNS                  | DNS                  | –                    | –                    |
| Denzel Comenentia | Kugelstoßen    | 20,03 m              | 23                   | DNQ                  | DNQ                  |
| Denzel Comenentia | Hammerwurf     | nicht auf Startliste | nicht auf Startliste | nicht auf Startliste | nicht auf Startliste |

#### Zehnkampf
| Athlet       | Disziplin | 100 m   | Weitsprung | Kugelstoßen | Hochsprung | 400 m      | 110 m Hürden | Diskuswurf | Stabhochsprung | Speerwurf | 1500 m      | Punkte | Platz |
| ------------ | --------- | ------- | ---------- | ----------- | ---------- | ---------- | ------------ | ---------- | -------------- | --------- | ----------- | ------ | ----- |
| Pieter Braun | Ergebnis  | 11,16 s | 7,47 m     | 15,26 m SB  | 2,02 m SB  | 48,79 s SB | 14,59 s      | 45,59 m    | 4,80 m         | 59,84 m   | 4:35,62 min | 8222   | 7     |
| Pieter Braun | Punkte    | 825     | 927        | 806         | 822        | 871        | 900          | 779        | 849            | 735       | 708         | 8222   | 7     |